# Porta Torre (Como)
De Porta Torre is een toren en stadspoort in de stad Como in de Noord-Italiaanse provincie Como in de regio Lombardije. 
De toren heeft een hoogte van 40 meter.

## Geschiedenis
Aan het einde van de Tienjarige Oorlog (1118-1127) werden de Romeinse stadsmuren door Milaan gesloopt.
Na 1154 werden de stadsmuren herbouwd en later versterkt met drie grote torens aan de zuidzijde. Naast de Porta Torre waren dat de Porta Nuova naar het westen en de torre di San Vitale naar het oosten. De Porta Torre wordt gedateerd op 1192 en was de belangrijkste toegang tot de stad Como.
In de 14e eeuw werd de toren geflankeerd door twee kleinere vijfhoekige torens. In de zestiende eeuw werd de toren verder versterkt door een wal in de vorm van een halve cirkel.